# Nelson Figueroa
Pour les articles homonymes, voir Figueroa.
Nelson Figueroa (né le 18 mai 1974 à Brooklyn, New York, États-Unis) est un lanceur droitier de baseball qui évolue chez les Uni-President 7-Eleven Lions, club de la Ligue chinoise professionnelle de baseball basé dans la ville de Tainan, à Taïwan. Avec cette équipe, il a été nommé meilleur joueur des Taiwan Series en 2007.
Figueroa a aussi évolué au Mexique et aux États-Unis dans la Ligue majeure de baseball de 2000 à 2011. D'origine portoricaine, il porte les couleurs de l'équipe de Porto Rico à la Classique mondiale de baseball.

## Carrière
Nelson Figueroa est drafté en 30e ronde par les Mets de New York en 1995. Le 31 juillet 1998, les Mets échangent Figueroa et Bernard Gilkey aux Diamondbacks de l'Arizona en retour de Willie Blair et Jorge Fabregas.
Figueroa fait ses débuts dans les majeures avec les Diamondbacks le 3 juin 2000 comme lanceur partant. Il ne lance que 3 parties dans cet uniforme, encaissant la défaite à sa seule décision. Le 26 juillet de la même année, il est l'un des quatre joueurs (avec Vicente Padilla, Omar Daal et Travis Lee) transférés aux Phillies de Philadelphie pour l'acquisition du lanceur étoile Curt Schilling.
Figueroa lance 19 parties, dont 13 comme partant, avec les Phillies durant la saison 2001. Il termine l'année avec 4 gains et 5 revers, remportant sa première victoire dans les majeures le 1er juillet face aux Marlins de la Floride. Laissé sans protection à la fin de la saison, le droitier est réclamé au ballottage par les Brewers de Milwaukee. Il alterne en 2002 entre la rotation de lanceurs partants (11 départs) et l'enclos de relève (29 sorties), ne remportant qu'une seule victoire en huit décisions.
En 2003 et 2004, il est utilisé en relève par les Pirates de Pittsburgh. Blessé, il est à l'écart du jeu en 2005 et signe en 2006 un contrat des ligues mineures avec les Nationals de Washington. Il passe une partie de l'année avec le club-école AAA de la franchise, les Zephyrs de New Orleans puis s'aligne avec les Ducks de Long Island, un club indépendant.
En 2007, Figueroa lance brièvement pour les Dorados de Chihuahua de la Ligue mexicaine de baseball puis décide de poursuivre sa carrière de joueur à Taiwan avec les Uni-President Lions de la Ligue chinoise professionnelle de baseball (CPBL). Il est le lanceur partant de son équipe lors des matchs #1, 4 et 7 des Taiwan Series, la grande finale que son club dispute aux La New Bears. Il est nommé joueur par excellence de la 4e et de la 7e partie de la série, puis joueur par excellence des Taiwan Series de 2007 avec 3 victoires en finale.
En février 2008, il signe un contrat avec les Mets de New York. Après deux sorties en relève, il effectue le 11 avril son premier départ en près de quatre ans dans la MLB, remportant la victoire face aux Brewers.  Il termine l'année avec une fiche de 3-3 et une moyenne de points mérités de 4,57 en 45 manches et un tiers lancées pour New York.
En 2009, Figueroa amorce 10 des 16 parties qu'il lance pour les Mets. Sa fiche est de 3-8 avec une moyenne de points mérités de 4,09 en 70,1 manches.
Il rejoint les Phillies de Philadelphie le 7 avril 2010. Il joue 13 matchs, dont douze en relève avant d'être sélectionné au ballottage par les Astros de Houston le 21 juillet. Il effectue dix-huit sorties, dont 10 comme partant, pour les Astros, remportant cinq victoires contre trois défaites avec un match complet. Sa fiche est de 7-4 au total en 2010 avec une moyenne de points merites de 3,29.
Libéré par les Astros le 19 août 2011, il rejoint les Pirates de Pittsburgh le 23 août mais ne s'aligne qu'en ligues mineures jusqu'à la fin de la campagne.
Le 19 janvier 2012, Figueroa signe un contrat des ligues mineures avec les Blue Jays de Toronto. Libéré le 31 mars à la fin de l'entraînement de printemps des Jays, il rejoint les Yankees de New York le 17 avril. Sans jouer pour les Yankees, il est éventuellement libéré et mis sous contrat le 23 juillet suivant par les Red Sox de Boston, avec qui il ne se taille pas davantage une place dans les majeures.
En 2013, Figueroa retourne à Taïwan chez les Uni-President Lions après avoir, avec l'équipe de Porto Rico, atteint la finale de la Classique mondiale de baseball 2013. Il est lanceur partant dans le match de quarts-de-finale où Porto Rico élimine les États-Unis.